# SC Frankfurt 1880
SC 1880 Frankfurt – wielosekcyjny niemiecki klub sportowy z siedzibą we Frankfurcie nad Menem założony w 1880 roku, najbardziej znany z zespołów rugby union i hokeja na trawie, posiadający również sekcje lacrosse i tenisa.

## Historia
Klub, pod nazwą Fußballclub Frankfurt, został założony w 1880 roku z połączenia dwóch zespołów rugby Germania i Franconia dokonanego z inicjatywy Herrmanna Stasnego. W 1894 roku zespół rozegrał pierwszy mecz z zagranicznym przeciwnikiem, gdy w Londynie zmierzył się z Blackheath FC. Od barw tego właśnie klubu pochodzą kolory używane przez SC 1880 – czarny i czerwony. Po raz pierwszy wzmianka o hokeju pojawiła się w 1905 roku, wkrótce też pojawiły się zawody lekkoatletyczne. W 1914 roku klub uzyskał obecną nazwę, a w następnej dekadzie, po kilku przeprowadzkach, osiedlił się w używanym do tej pory miejscu. Zmiana pozwoliła również na rozwinięcie sekcji tenisowej. Na przełomie lat sześćdziesiątych i siedemdziesiątych męska drużyna hokejowa święciła triumfy na arenie krajowej i europejskiej, zaś już nowym stuleciu, w roku 2004, powstała sekcja lacrosse. Rok później, na 125 rocznicę powstania klubu, liczył on 1800 członków.

## Rugby union
Klub został założony we Frankfurcie nad Menem przez niemieckich i angielskich studentów w 1880 roku. Po udanych grach z niemieckimi klubami zespół po raz wyjechał za granicę w 1894 roku, zmierzył się wówczas z londyńskim Blackheath FC, a odtąd klubowymi barwami zostały czerń i czerwień. Na turnieju rugby union na Letnich Igrzyskach Olimpijskich 1900 reprezentował Cesarstwo Niemieckie zdobywając srebrne medale. W 1924 roku został otwarty używany do dziś obiekt przy Feldgerichtstrasse. Po drugiej wojnie światowej zespół wznowił kontakty z zagranicą, grając między innymi z drużynami z Oksfordu, Brukseli, Paryża czy uniwersytetu z Parmy. Ponad trzydziestu zawodników klubu zostało reprezentantami Niemiec.

### Sukcesy
Źródła
- Mistrzostwo Niemiec (7):  1910, 1913, 1922, 1925, 2008, 2009, 2019, 2022[10]
- Wicemistrzostwo Niemiec (8):  1920, 1926, 1931, 1952, 1969, 2007, 2010, 2011
- Puchar Niemiec (3):  2007, 2009, 2010
- Mistrzostwo Niemiec w rugby 7 (2):  2007, 2010
- Wicemistrzostwo olimpijskie (1):  1900

## Hokej na trawie
Klub posiada zespoły męskie, żeńskie oraz juniorskie występujące zarówno w ligach ogólnokrajowych, jak i regionalnych. Hokej na trawie jest obecny w klubie od początku XX wieku, początkowo jednak był uprawiany przez miejscowych Brytyjczyków. W 1962 roku męski zespół awansował po raz pierwszy do ekstraklasy, wkrótce jednak nastąpiła era największych sukcesów. W latach 1969–1970 zawodnicy dwukrotnie zdobyli mistrzostwo kraju występując jednocześnie w europejskich pucharach, a po halowym wicemistrzostwie w 1966 roku sześć lat później stanęli na najwyższym stopniu podium, przegrywając zaś w finale rok później. W latach 1969–1980 męski zespół rozgrywał spotkania na pięciu kontynentach, kobiety zaś trzykrotnie uczestniczyły w turniejach w Indiach. Następny triumf w lidze mężczyźni odnieśli w 1989 roku, poza tym jeszcze czterokrotnie zdobywając srebro mistrzostw kraju. Żeńska drużyna natomiast trzykrotnie w latach 1988–1990 gościła w finale Bundesligi, wygrywając pierwsze dwa. Duże sukcesy odnosiły również zespoły juniorskie. Klub w swoich szeregach posiadał reprezentantów kraju obojga płci.

### Sukcesy
Źródła
- Mistrzostwo Niemiec mężczyzn (3):  1969, 1970, 1989
- Mistrzostwo Niemiec kobiet (2):  1988, 1989
- Halowe mistrzostwo Niemiec mężczyzn (1):  1972
- Wicemistrzostwo Niemiec mężczyzn (4):  1972, 1987, 1988, 1997
- Wicemistrzostwo Niemiec kobiet (1):  1990
- Halowe wicemistrzostwo Niemiec mężczyzn (2):  1966, 1973

### Pozostałe sporty

#### Lacrosse
Lacrosse jest obecne w klubie od roku 2000 – początkowo gościł on zespół Frankfurt Cosmos, który w 2004 roku został jego sekcją. Prowadzone były wówczas zespoły męskie i żeńskie, a od 2005 roku również juniorów, a następnie juniorek.

#### Tenis
Zespoły tenisowe, zarówno seniorskie, jak i juniorskie, uczestniczą w rozgrywkach regionalnych. Najbardziej znanym wychowankiem klubu był Alexander Waske, zawodnik czołowej setki rankingu, reprezentant Niemiec w Pucharze Davisa. Klub posiada szesnaście kortów ziemnych i trzy o nawierzchni dywanowej.